# Esqui cross-country nos Jogos Olímpicos de Inverno de 2010
As competições de esqui cross-country nos Jogos Olímpicos de Inverno de 2010 foram realizadas no Parque Olímpico de Whistler entre 15 e 28 de fevereiro.

## Calendário
| Fevereiro           | 12 | 13 | 14 | 15 | 16 | 17 | 18 | 19 | 20 | 21 | 22 | 23 | 24 | 25 | 26 | 27 | 28 |
| ------------------- | -- | -- | -- | -- | -- | -- | -- | -- | -- | -- | -- | -- | -- | -- | -- | -- | -- |
| Esqui cross-country |    |    |    | 2  |    | 2  |    | 1  | 1  |    | 2  |    | 1  | 1  |    | 1  | 1  |

|  | Dia de competição |  | Dia de final |

## Eventos
| Masculino - 15 km livre - 50 km clássico - Perseguição combinada (2 x 15 km) - Revezamento 4 x 10 km - Velocidade individual - Velocidade por equipes | Feminino - 10 km livre - 30 km clássico - Perseguição combinada (2 x 7,5 km) - Revezamento 4 x 5 km - Velocidade individual - Velocidade por equipes |

## Medalhistas
Masculino
| Evento                                     | Ouro                                                                       | Prata                                                                             | Bronze                                                               |
| ------------------------------------------ | -------------------------------------------------------------------------- | --------------------------------------------------------------------------------- | -------------------------------------------------------------------- |
| 15 km livre detalhes                       | Dario Cologna SUI Suíça                                                    | Pietro Piller Cottrer ITA Itália                                                  | Lukáš Bauer CZE República Checa                                      |
| 50 km clássico detalhes                    | Petter Northug NOR Noruega                                                 | Axel Teichmann GER Alemanha                                                       | Johan Olsson SWE Suécia                                              |
| Perseguição combinada (2 x 15 km) detalhes | Marcus Hellner SWE Suécia                                                  | Tobias Angerer GER Alemanha                                                       | Johan Olsson SWE Suécia                                              |
| Revezamento 4 x 10 km detalhes             | Daniel Rickardsson Johan Olsson Anders Södergren Marcus Hellner SWE Suécia | Martin Johnsrud Sundby Odd-Bjørn Hjelmeset Lars Berger Petter Northug NOR Noruega | Martin Jakš Lukáš Bauer Jiří Magál Martin Koukal CZE República Checa |
| Velocidade individual detalhes             | Nikita Kriukov RUS Rússia                                                  | Alexander Panzhinskiy RUS Rússia                                                  | Petter Northug NOR Noruega                                           |
| Velocidade por equipes detalhes            | Øystein Pettersen Petter Northug NOR Noruega                               | Tim Tscharnke Axel Teichmann GER Alemanha                                         | Nikolay Morilov Alexey Petukhov RUS Rússia                           |

Feminino
| Evento                                      | Ouro                                                                             | Prata                                                                            | Bronze                                                                              |
| ------------------------------------------- | -------------------------------------------------------------------------------- | -------------------------------------------------------------------------------- | ----------------------------------------------------------------------------------- |
| 10 km livre detalhes                        | Charlotte Kalla SWE Suécia                                                       | Kristina Šmigun-Vähi EST Estônia                                                 | Marit Bjørgen NOR Noruega                                                           |
| 30 km clássico detalhes                     | Justyna Kowalczyk POL Polônia                                                    | Marit Bjørgen NOR Noruega                                                        | Aino-Kaisa Saarinen FIN Finlândia                                                   |
| Perseguição combinada (2 x 7,5 km) detalhes | Marit Bjørgen NOR Noruega                                                        | Anna Haag SWE Suécia                                                             | Justyna Kowalczyk POL Polônia                                                       |
| Revezamento 4 x 5 km detalhes               | Vibeke Skofterud Therese Johaug Kristin Størmer Steira Marit Bjørgen NOR Noruega | Katrin Zeller Evi Sachenbacher-Stehle Miriam Gössner Claudia Nystad GER Alemanha | Pirjo Muranen Virpi Kuitunen Riitta-Liisa Roponen Aino-Kaisa Saarinen FIN Finlândia |
| Velocidade individual detalhes              | Marit Bjørgen NOR Noruega                                                        | Justyna Kowalczyk POL Polônia                                                    | Petra Majdic SLO Eslovênia                                                          |
| Velocidade por equipes detalhes             | Evi Sachenbacher-Stehle Claudia Nystad GER Alemanha                              | Charlotte Kalla Anna Haag SWE Suécia                                             | Irina Khazova Natalya Korostelyova RUS Rússia                                       |

## Quadro de medalhas
| Ordem | País                | Medalha de ouro | Medalha de prata | Medalha de bronze |    | Ordem por total |
| ----- | ------------------- | --------------- | ---------------- | ----------------- | -- | --------------- |
| 1     | NOR Noruega         | 5               | 2                | 2                 | 9  | 1               |
| 2     | SWE Suécia          | 3               | 2                | 2                 | 7  | 2               |
| 3     | GER Alemanha        | 1               | 4                |                   | 5  | 3               |
| 4     | RUS Rússia          | 1               | 1                | 2                 | 4  | 4               |
| 5     | POL Polônia         | 1               | 1                | 1                 | 3  | 5               |
| 6     | SUI Suíça           | 1               |                  |                   | 1  | 8               |
| 7     | EST Estônia         |                 | 1                |                   | 1  | 8               |
| 7     | ITA Itália          |                 | 1                |                   | 1  | 8               |
| 9     | FIN Finlândia       |                 |                  | 2                 | 2  | 6               |
| 9     | CZE República Checa |                 |                  | 2                 | 2  | 6               |
| 11    | SLO Eslovênia       |                 |                  | 1                 | 1  | 8               |
| TOTAL | TOTAL               | 12              | 12               | 12                | 36 | —               |